# Albrecht von Maltzahn
Albrecht Freiherr von Maltzahn (* 2. Juni 1821 in Ivenack; † 21. Februar 1877 in Pinnow) war ein vorpommerscher Rittergutsbesitzer.

## Leben
Albrecht von Maltzahn (Nr. 1056 der Geschlechtszählung) war der Sohn des Pferdezüchters Karl von Maltzahn und der Karoline geb. von Bilfinger-Schlawe. Seine Schulzeit machte er hauptsächlich auf der Ritterakademie Brandenburg und das Abitur auf dem Pädagogium Halle. Er studierte dann an der Rheinischen Friedrich-Wilhelms-Universität Bonn. 1842 wurde er Mitglied des Corps Borussia Bonn. Nach dem Studium übernahm er die zuvor von seinem Vater verpachteten Güter Leuschentin und Wüstgrabow bei Stavenhagen. Er war Erblandmarschall von Altvorpommern.
Albrecht war verheiratet mit Karoline Harriet Wilhelmine von Biel (1838–1907). Ihr Sohn Albrecht übernahm nach einer landwirtschaftlichen Ausbildung die Güter Pinnow und Duckow.